# Вправлення вивихів кульшового суглоба
Вправлення вивихів кульшового суглоба — це низка технік, що застосовуються для відновлення анатомічного положення вивихнутого стегна. Вправлення слід проводити якнайшвидше після підтвердження діагнозу. У разі супутнього перелому може знадобитися хірургічне втручання. Несвоєчасне вправлення може призвести до таких ускладнень, як асептичний некроз голівки стегнової кістки та пошкодження сідничного нерва.
Вправлення зазвичай проводять під процедурною седацією та анальгезією (ПСА) у положенні пацієнта лежачи на спині. Стегно й коліно згинають до 90 градусів, тоді як асистент зміщує тазову кістку донизу. Серед інших технік вправлення застосовують поєднання витягнення з противитягненням, а також внутрішньої ротації стегна із зовнішньою. Якщо цього недостатньо, можна використати простирадло, щоб відвести верхню частину стегна назовні.
Після вправлення слід провести рентгенографію або комп’ютерну томографію, щоб підтвердити правильність вправлення та виключити ускладнення. Деякі фахівці рекомендують розмістити між ногами пацієнта абдукційну подушку. Подальше лікування передбачає часткове навантаження на кінцівку з використанням милиць протягом 4–6 тижнів. Перші техніки вправлення кульшового суглоба без хірургічного втручання було описано ще в 1870 році.